# Alain Poher
Cet article possède un paronyme, voir Alain Bauer.
Pour les articles homonymes, voir Poher (homonymie).
Alain Poher, né le 17 avril 1909 à Ablon-sur-Seine (Seine-et-Oise) et mort le 9 décembre 1996 à Paris 16e, est un homme d'État français. Président du Sénat de 1968 à 1992, il exerce à ce titre les fonctions de président de la République par intérim en 1969 et 1974.
Après avoir été engagé dans la Résistance, il adhère au MRP et devient sénateur en 1946. Il est ensuite secrétaire d'État chargé des Finances dans le deuxième gouvernement Schuman puis du Budget au sein du gouvernement Queuille. Il préside le Parlement européen de 1966 à 1969.
Élu président du Sénat en 1968, il assure en cette qualité la fonction de président de la République par intérim une première fois en 1969, à la suite de la démission de Charles de Gaulle. Candidat du Centre démocrate à l'élection présidentielle anticipée, il est battu au second tour par l'ancien Premier ministre gaulliste Georges Pompidou. Il exerce à nouveau l'intérim en 1974, après la mort de Pompidou.
Il reste aujourd'hui le titulaire du plus grand nombre de mandats de président du Sénat (huit, soit 24 ans) et le seul président du Sénat à avoir assumé l'intérim de la présidence de la République.

## Biographie

### Origines et formation
Alain Poher, fils unique d'Ernest Poher, ingénieur des chemins de fer (1875-1936), et de Louise Souriau (1872-1960), est issu d'une famille originaire du Morbihan (Bretagne).
Il suit ses études secondaires au lycée Louis-le-Grand. Intéressé par les sciences, il est transféré au lycée Saint-Louis, à l'époque spécialisé dans ce domaine. Il passe le concours de l'École nationale supérieure des mines de Paris, dont il sort ingénieur civil.
Des ennuis de santé l'empêchent de poursuivre sa profession d'ingénieur civil. Il entreprend des études de droit et obtient une licence de droit à l'âge de 28 ans, et complète sa formation par un passage à l'École libre des sciences politiques,. Il suit une conférence de méthode de Maurice Couve de Murville. Lors de ses études, il est membre de la Conférence Olivaint.

### Vie familiale
Alain Poher se marie à La Baule-Escoublac en 1938 à Jeanne Marie Rose Henriette Tugler (née le 26 février 1907 à Cahors et décédée le 20 avril 2004 à Ablon-sur-Seine), fille d'un inspecteur principal de l'exploitation des chemins de fer, chevalier de la Légion d'honneur. Le couple a une fille : Marie-Agnès Poher (1940-2025) veuve de Jean-Pierre Joussain. Ils ont trois petits-enfants.
Alain Poher est un cousin éloigné de la chanteuse Berthe Sylva.

### Parcours politique

#### Débuts et Résistance
En 1938, Alain Poher entre au ministère de l'Économie, des Finances et de l'Industrie et est rédacteur de troisième classe.
Durant la guerre, il est mobilisé, participant aux combats de la bataille de France du printemps 1940. Blessé et ayant échappé à l'opération Dynamo à Dunkerque, il rejoint dès 1941 le groupe Libération-Nord, qu'il anime au sein du ministère des Finances.
Le 20 juillet 1944, il est nommé président du comité de Libération du ministère et commandant des FFI. En 1945, il dirige les services sociaux du ministère des finances. Il reçoit à ces titres la croix de guerre 1939-1945 et la médaille de la Résistance française.
Chef des services sociaux du ministère de l'Économie à la Libération, il rejoint Robert Schuman, dont il devient le directeur du cabinet. Il travaille dès lors sur les questions européennes. De 1948 à 1952, il est commissaire général aux affaires allemandes et autrichiennes. De 1950 à 1952, il préside également l'Autorité internationale de la Ruhr. À partir de 1952, il siège à l'Assemblée commune de la Communauté européenne du charbon et de l'acier. Il devient également responsable de la commission préparatoire du Marché commun.

#### Premiers mandats locaux

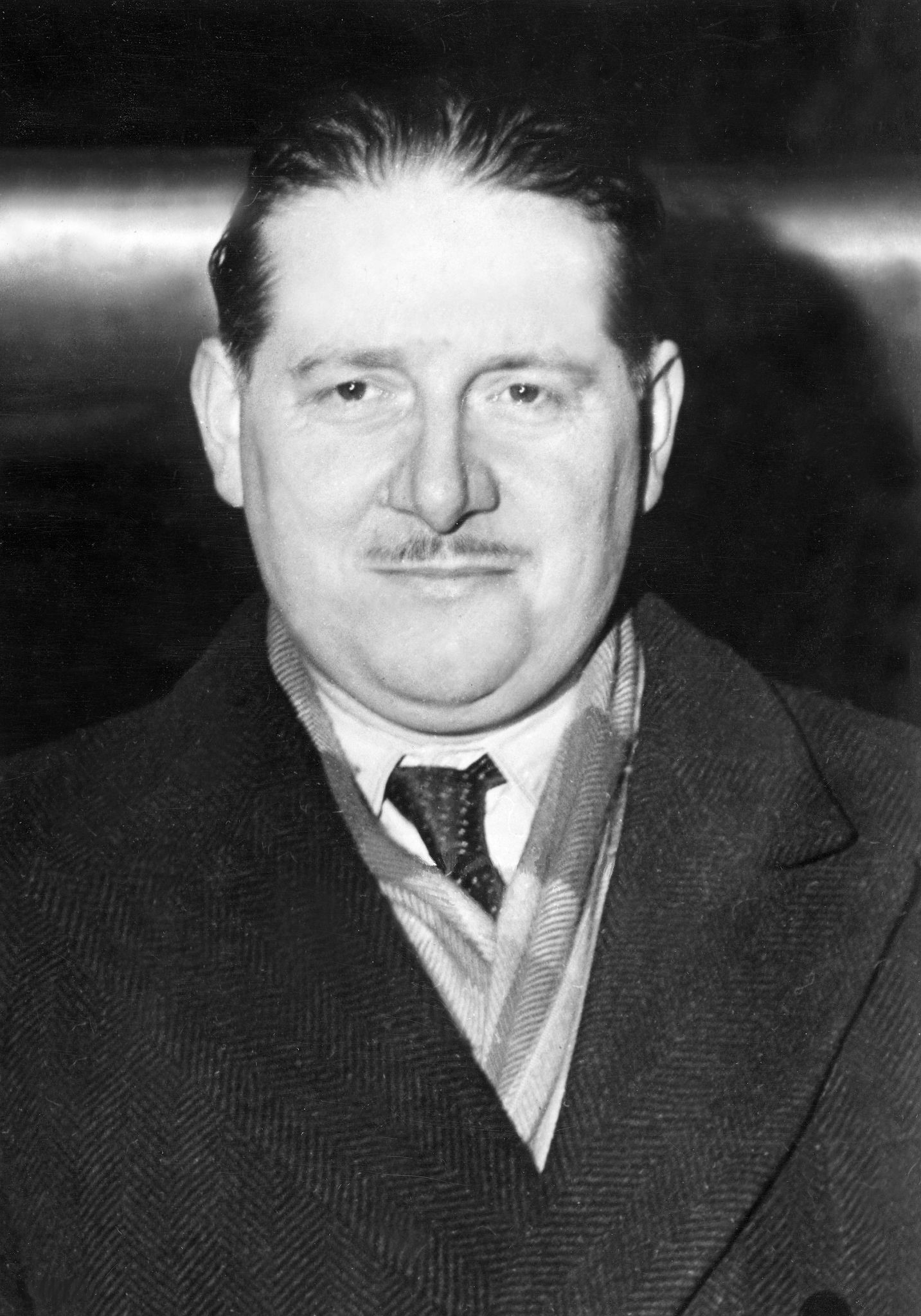
Alain Poher en 1949.

En 1945, Alain Poher est élu maire de sa ville natale, Ablon-sur-Seine, située dans le département de Seine-et-Oise puis dans le Val-de-Marne après la réforme de 1964. Dans ce nouveau département contrasté, il incarne le Val-de-Marne d'essence provinciale, « versaillaise », comme il dit, par opposition à l'« autre Val-de-Marne », le Val-de-Marne « parisien », qui se situe dans une dynamique d'intégration métropolitaine.

#### Président du groupe sénatorial centriste
En 1946, Alain Poher est élu au Conseil de la République. Hormis un intermède entre 1948 – lorsqu'il entre au gouvernement – et 1952, il siège sans discontinuer à la haute assemblée jusqu'en 1995.
Il est président du groupe Mouvement républicain populaire (MRP), puis rejoint le groupe Union centriste des démocrates de progrès (UCDP), qui devient ensuite le groupe Union centriste (UC).

#### Secrétaire d'État et engagements européens
Entre septembre et novembre 1948, Alain Poher est secrétaire d'État au Budget dans le deuxième gouvernement Schuman puis le premier gouvernement Queuille. De novembre 1957 à mai 1958, il est également secrétaire d'État aux Forces armées (Marine) dans le gouvernement Félix Gaillard, qui tombe avec la crise de mai 1958 allant conduire au retour au pouvoir de Charles de Gaulle et à l’instauration de la Cinquième République.

#### Première élection à la présidence du Sénat

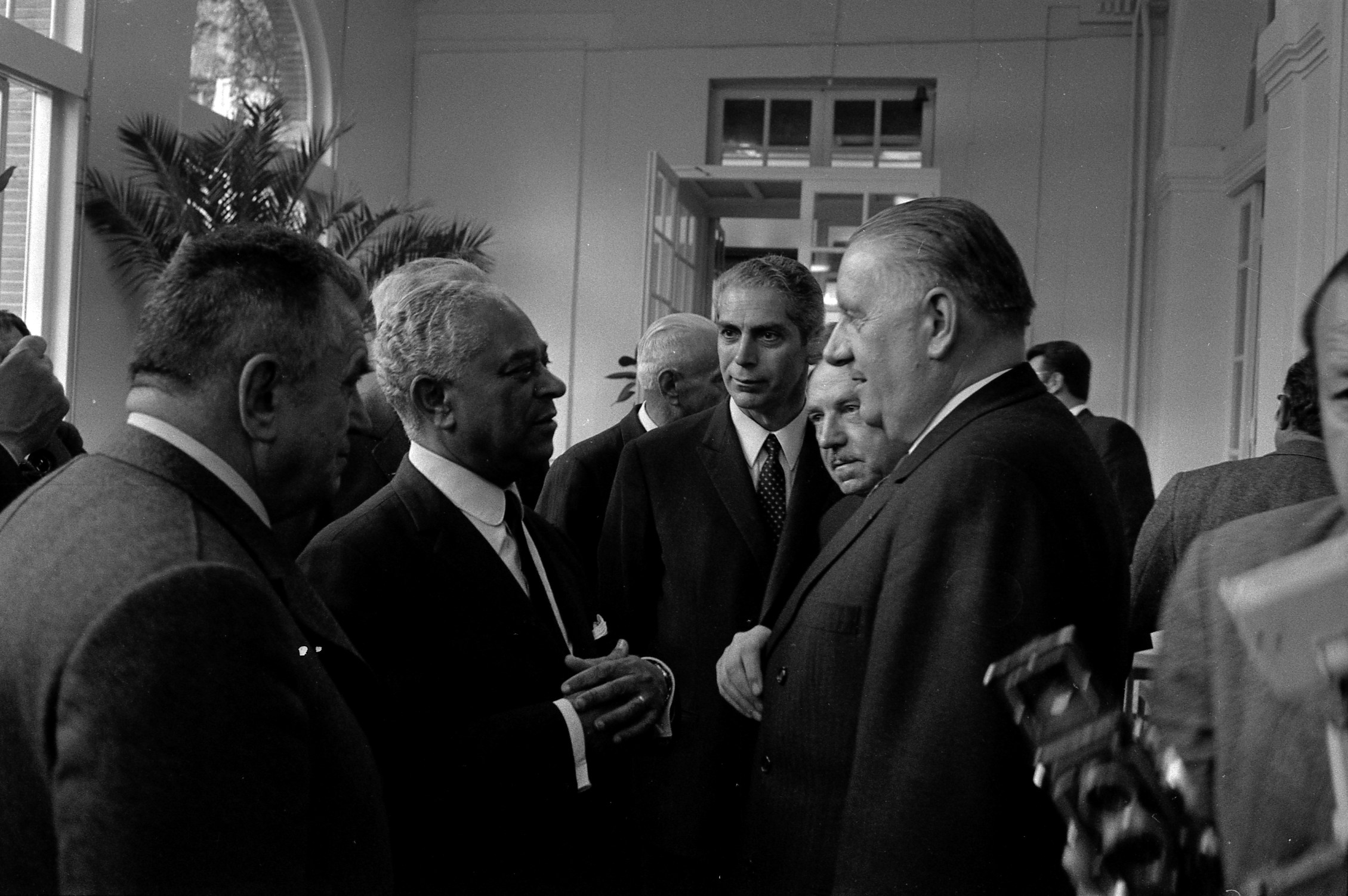
Alain Poher échangeant avec son prédécesseur à la présidence du Sénat, Gaston Monnerville.

Le 3 octobre 1968, bien qu'il ne se soit pas initialement porté candidat, Alain Poher est élu président du Sénat — chambre haute du Parlement français — à l'issue du troisième tour de scrutin, par 135 voix contre 107 à Pierre Garet et 22 à Georges Cogniot. Il devient ainsi le troisième personnage de l'État dans l'ordre constitutionnel. De 1972 à 1989, son directeur de cabinet est Bernard Guyomard.

#### Président de la République à titre intérimaire
En 1969, il fait activement campagne pour le « non » au référendum constitutionnel proposant notamment d’attribuer au Sénat un simple rôle consultatif. Le « non » l’ayant emporté, le président de Gaulle démissionne de l’Élysée au lendemain du scrutin, le 28 avril 1969. En vertu de l’article 7 de la Constitution, Alain Poher est ainsi chargé d'exercer la fonction de président de la République à titre intérimaire. Il décide alors de se porter candidat à la succession du fondateur de la Cinquième République avec le soutien de la droite non gaulliste et de nombreux centristes.
Au premier tour de l'élection présidentielle anticipée, il arrive en deuxième position avec 23,3 % des suffrages exprimés, derrière l'ancien Premier ministre du général de Gaulle Georges Pompidou. Dans l'entre-deux-tours, il reçoit le soutien de la Section française de l'Internationale ouvrière (SFIO). Le candidat du Parti communiste français, Jacques Duclos, arrivé seulement deux points derrière le président du Sénat, refuse de choisir entre « bonnet blanc et blanc bonnet ». Le 15 juin, dans un contexte d’abstention inhabituelle en France, Alain Poher est nettement battu par Pompidou, recueillant 41,8 % des voix. Le 20 juin suivant, il transmet le pouvoir au nouveau président de la République.
Le 2 avril 1974, il est de nouveau appelé à assumer l'intérim présidentiel, après la mort du président Pompidou. Il ne se présente pas à l’élection présidentielle anticipée et assure l’intérim jusqu'à l'élection du centriste Valéry Giscard d'Estaing à l'Élysée. Au total, Alain Poher a assuré la fonction de chef de l’État intérimaire pendant 108 jours (53 jours en 1969 et 55 en 1974).

#### Record de longévité au «plateau» et influence sur le Conseil constitutionnel
Entre 1971 et 1992, à l'issue des renouvellements sénatoriaux par tiers — qui reconduisent systématiquement la majorité de la droite et du centre —, Alain Poher est réélu président de la haute assemblée.

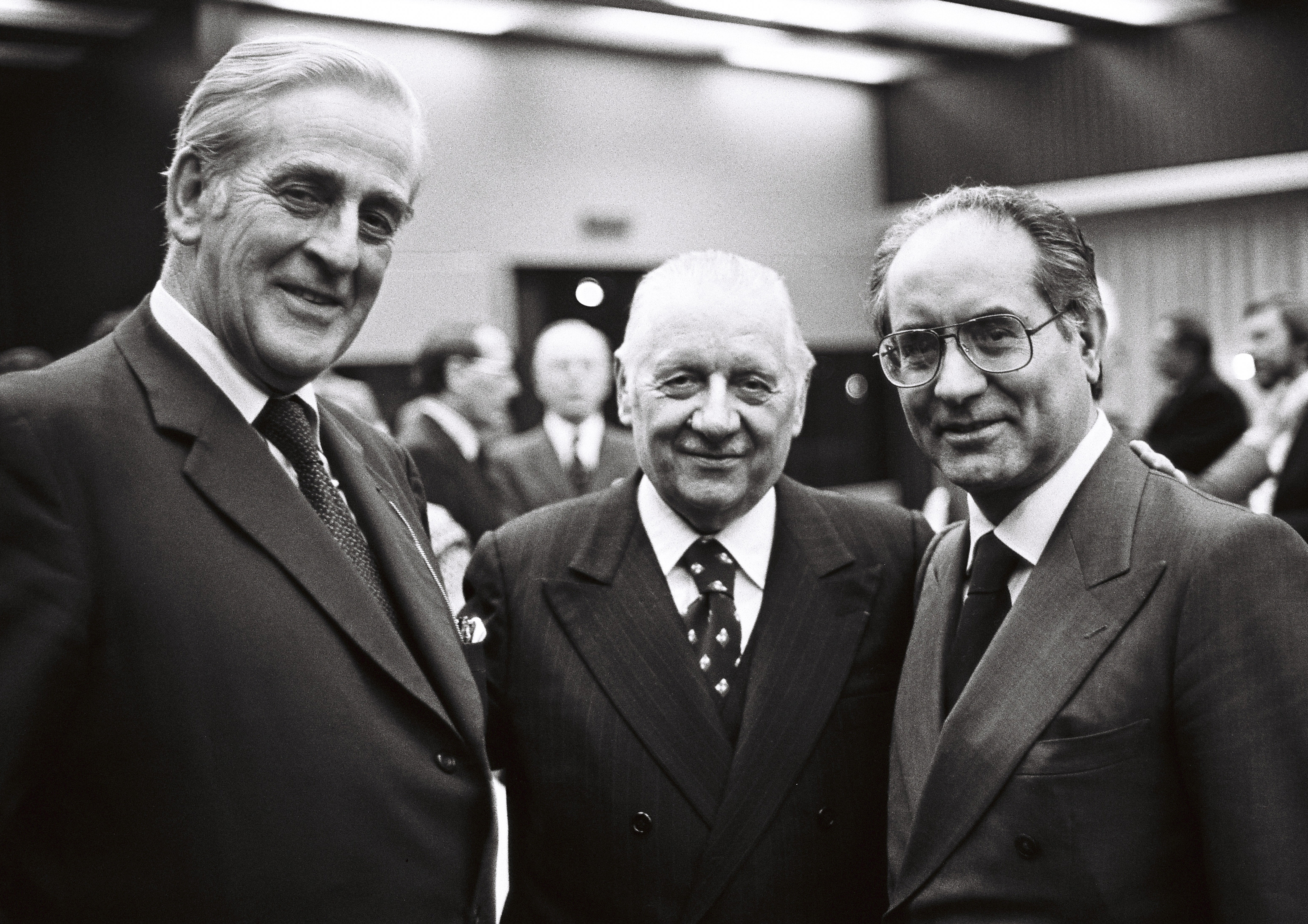
Alain Poher entre le Britannique James Scott-Hopkins et l'Italien Emilio Colombo (1978).

Il saisit en 1971 le Conseil constitutionnel, qui annule la loi sur la liberté d'association de Raymond Marcellin et René Pleven. Si cet événement marque « la seconde naissance » de l’institution, selon les termes du professeur Pierre Avril, il est également à comprendre dans la propension d'Alain Poher d'intégrer le Conseil constitutionnel aux rouages du calcul politique. Cette propension se manifeste également lors de sa nomination de Gaston Monnerville au Conseil constitutionnel, en février 1974 : pour François Goguel, autre membre du Conseil constitutionnel, la décision d'Alain Poher de nommer son prédécesseur ne pouvait être interprétée que « comme liée à son désir d’obtenir en octobre prochain, pour le renouvellement de son mandat, le soutien des radicaux de gauches et des socialistes ».

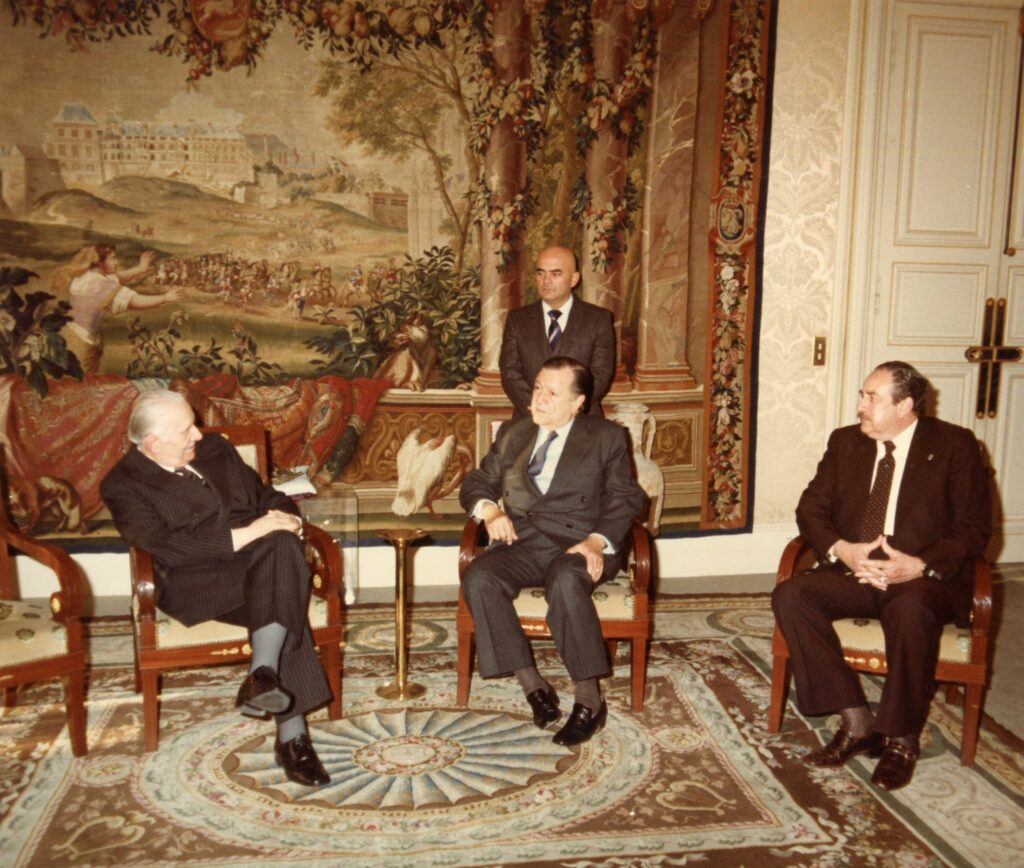
Alain Poher s’entretenant avec l'homme politique vénézuélien Rafael Caldera (1981).

Sous les présidences Pompidou et Giscard d’Estaing, il loue la modération du Sénat. Mais à partir de 1981, avec l’arrivée au pouvoir des socialistes conduits par François Mitterrand, les échanges à la chambre haute sont plus conflictuels, principalement en raison de l’accroissement du groupe gaulliste du RPR, alors présidé par Charles Pasqua. C’est notamment le cas lors des débats autour du projet de loi Savary et du projet d'extension du champ du référendum. D’une façon générale, la majorité sénatoriale s’oppose de façon quasi-systématique aux propositions émanant de la gauche.
En vue de l’élection à la présidence du Sénat de 1989, une majorité de sénateurs UDF se prononcent contre une nouvelle candidature d’Alain Poher, âgé de 80 ans et physiquement affaibli. Le groupe du RDE refuse également de lui apporter son soutien. Cependant, Charles Pasqua, qui souhaite maintenir son influence sur le « plateau » mais se pense trop clivant pour y être élu avant 1992, fait pression pour que le président sortant se représente ; celui-ci se défend alors des accusations selon lesquelles il serait « l'homme de Pasqua ». Pour la première fois, Alain Poher est ainsi mis en difficulté : s’il reçoit l’appui de quelques sénateurs centristes, il n’est officiellement soutenu que par le groupe RPR. Au premier tour de scrutin, il recueille 115 suffrages, loin des 159 requis pour la majorité absolue. Au deuxième tour, alors que les centristes ont décidé de soutenir René Monory (UDF-CDS, comme lui), il perd sept voix. À l'issue du troisième vote, il parvient finalement à être réélu, avec une majorité relative de 127 voix, contre 111 à Pierre-Christian Taittinger (UDF-Parti républicain).
Le huitième et dernier mandat d’Alain Poher, lors duquel il apparaît ostensiblement malade, est considéré comme étant celui « de trop ». Le journaliste Renaud Dély estime ainsi qu’il « laissa le Sénat s'assoupir avec lui ». À la suite du renouvellement de 1992, René Monory est élu à la présidence du Sénat après être parvenu à devancer Charles Pasqua lors du premier tour. Alain Poher lui cède alors son siège, qu’il détenait depuis vingt-quatre années. Il quitte le Sénat en 1995, ne briguant pas un nouveau mandat parlementaire. Alain Poher a ainsi été sénateur durant 45 ans, un record pour la chambre haute du Parlement français.

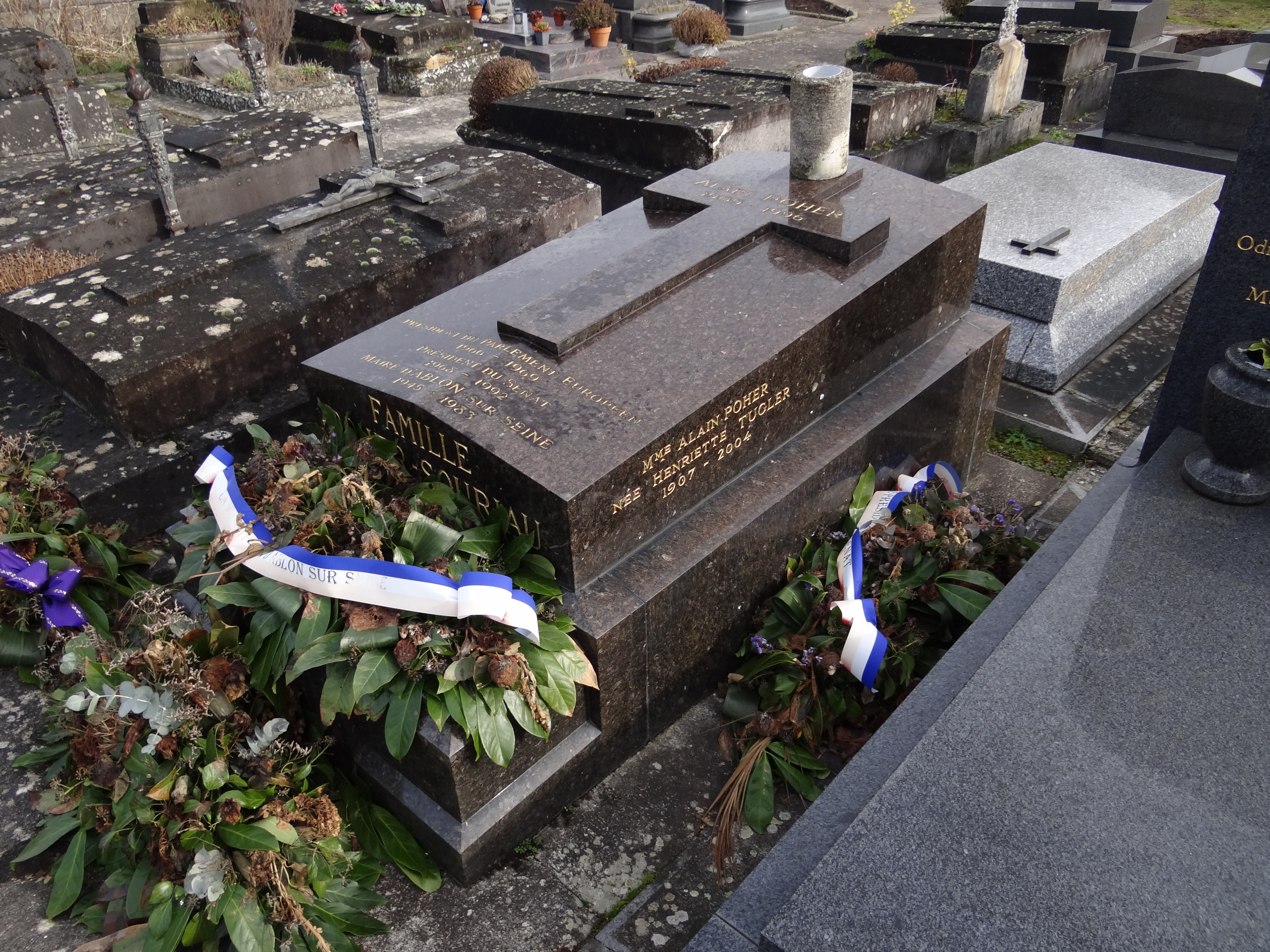
La tombe d'Alain Poher au cimetière d'Ablon-sur-Seine (Val-de-Marne).

Il meurt à l'âge de 87 ans l'année suivante, le 9 décembre 1996, dans le seizième arrondissement de Paris, des suites d'un cancer. Il est inhumé dans le caveau familial au cimetière de sa ville natale.

## Personnalité
Malgré son long parcours politique et les hautes responsabilités qu’il a exercées, Alain Poher est considéré comme une figure discrète.

## Prises de position

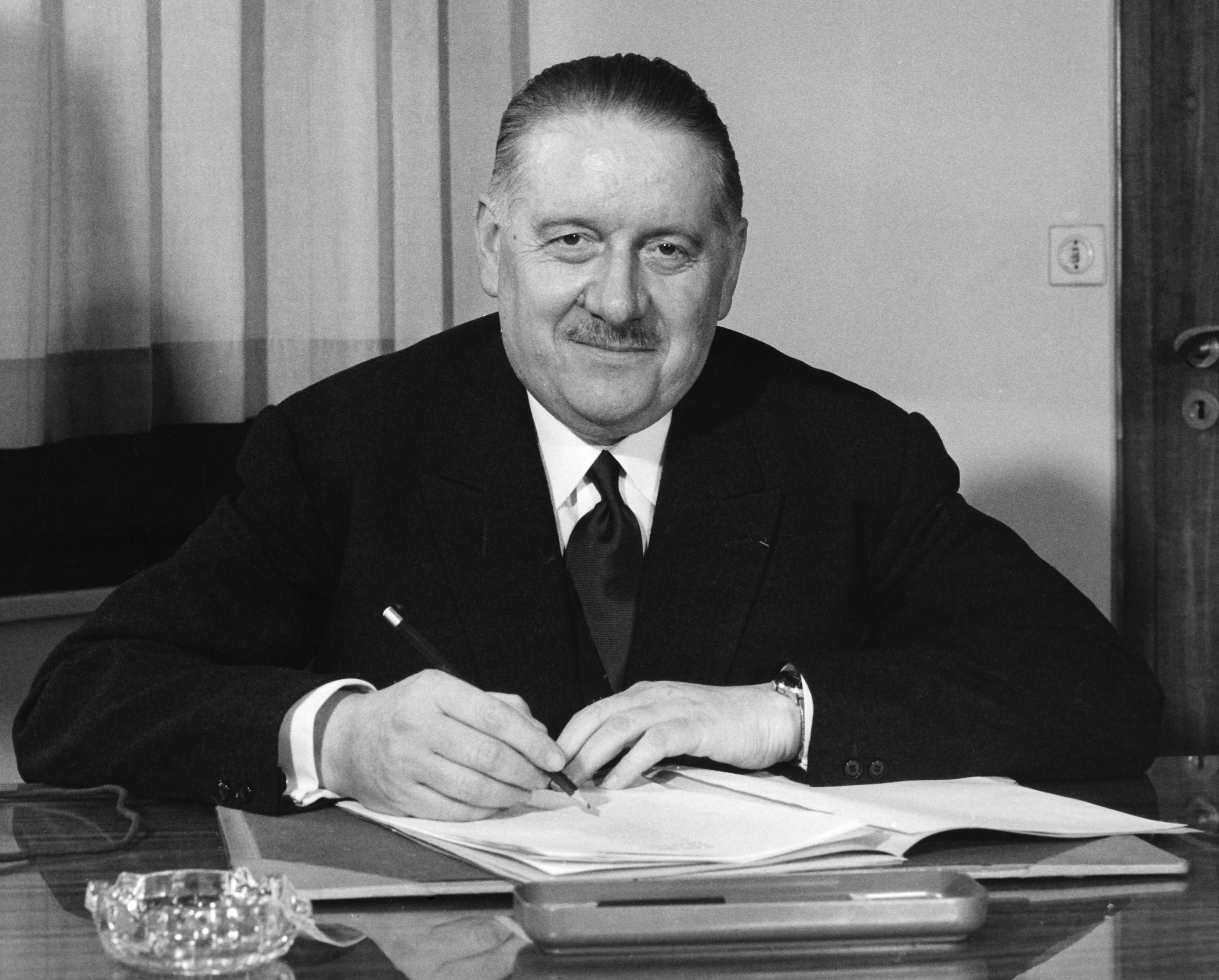
Alain Poher en 1966.

Durant toute sa carrière, Alain Poher défend vigoureusement le Sénat, dont l’intérêt est souvent discuté dans le débat public. Il présente cette assemblée comme une « chambre de réflexion et de dialogue » par opposition à l'Assemblée nationale.
Alain Poher est notamment influencé par le personnalisme d'Emmanuel Mounier.
Dès le début de son parcours, Alain Poher manifeste de très fortes convictions européennes. Il tente de convaincre de Gaulle de renoncer au référendum sur la réforme du Sénat en 1969[réf. nécessaire].
Alain Poher profite de son second intérim à la présidence de la République pour déposer les instruments de ratification de la Convention européenne des droits de l'homme. Cette convention signée par la France en 1950 n'avait jamais été ratifiée à cause du pouvoir gaulliste. C'est avec en mémoire la conviction de son mentor, Robert Schuman, qu'Alain Poher a ratifié, en qualité de président du Sénat chargé d'exercer provisoirement les fonctions de président de la République, la convention. Il vient symboliquement en témoigner lors des 25 ans du Conseil de l'Europe le 6 mai 1974. Il veille à la régularité des opérations électorales de 1974 dans la France d'outre-mer qui pouvait jouer un rôle décisif pour départager Valéry Giscard d'Estaing et François Mitterrand lors de l'élection présidentielle. Il préside les cérémonies marquant le centenaire du Sénat en 1975. Avec la gauche au pouvoir dès 1981, il s'efforce au dialogue mais en 1984, il rejette la révision constitutionnelle sur les libertés proposée par Laurent Fabius.

## Détail des mandats et fonctions

### À la présidence de la République
- Chargé des fonctions de président de la République par intérim du 28 avril au 20 juin 1969 et du 2 avril au 27 mai 1974.

### Au gouvernement
- Secrétaire d'État au Budget dans le deuxième gouvernement Schuman du 5 au 11 septembre 1948
- Secrétaire d'État au Budget dans le premier gouvernement Queuille du 11 septembre au 20 novembre 1948
- Secrétaire d'État aux Forces armées (Marine) dans le gouvernement Félix Gaillard du 11 novembre 1957 au 14 mai 1958

### Au Sénat
- Sénateur de Seine-et-Oise de 1946 à 1948
- Sénateur de Seine-et-Oise puis du Val-de-Marne de 1952 à 1968
- Sénateur du Val-de-Marne de 1968 à 1995
- Président du Sénat du 3 octobre 1968 au 1er octobre 1992

### Au niveau local
- Maire d'Ablon-sur-Seine (Seine-et-Oise puis Val-de-Marne) de 1945 à 1983
- Président de l'Association des maires de France de 1974 à 1983

### Autres fonctions
- Commissaire général aux affaires allemandes et autrichiennes de 1948 à 1950[15]
- Délégué à l'Autorité internationale de la Ruhr de 1950 à 1952
- Responsable de la commission préparatoire du Marché commun à partir de 1952
- Président de l'Assemblée parlementaire des Communautés européennes de 1966 à 1969

## Synthèse des résultats électoraux

### Élection présidentielle
| Année | Parti | Parti | Premier tour | Premier tour | Premier tour | Second tour | Second tour | Second tour |
| Année | Parti | Parti | Voix         | %            | Rang         | Voix        | %           | Issue       |
| ----- | ----- | ----- | ------------ | ------------ | ------------ | ----------- | ----------- | ----------- |
| 1969  |       | CD    | 5 268 613    | 23,31        | 2e           | 7 943 118   | 41,79       | Battu       |

## Distinctions

### Distinctions françaises
- Chevalier de la Légion d'honneur (reçue en 1950 des mains de Robert Schuman)
- Croix de guerre 1939-1945
- Médaille de la Résistance française (15 juin 1946)[17]

### Distinctions étrangères
- Grand-croix de l'ordre du Mérite de la République italienne
- Grand-croix de l'ordre de la Couronne de chêne (Luxembourg)
- Grand-croix de l'ordre du Mérite de la république de Pologne
- Grand-croix pro Merito Melitensi de l’ordre souverain de Malte